# Владимир Тополовачки
Владимир Тополовачки (Суботица, 25. септембар 1964) је српски колекционар стрипова, истраживач, публициста и лексикограф. У Београду живи од 1965. године.
Најпознатији је по вишетомном лексикону Бесконачни итинерер кроз свет стрип албума из 2011 и 2018. (за сада у четири тома), који је прва каталошка монографија стрипова на подручју Југоисточне и Источне Европе.
Тополовачки је на подручју бивше Југославије оцењен као „најцјењенији (а можебитно и највећи) колекционар“ стрипова.

## Признања
- Звање Витез од духа и хумора (Гашин сабор, 2018), додељују Центар за уметност стрипа Београд при Удружењу стрипских уметника Србије и Дечји културни центар Београд[4]